# Ruzzini

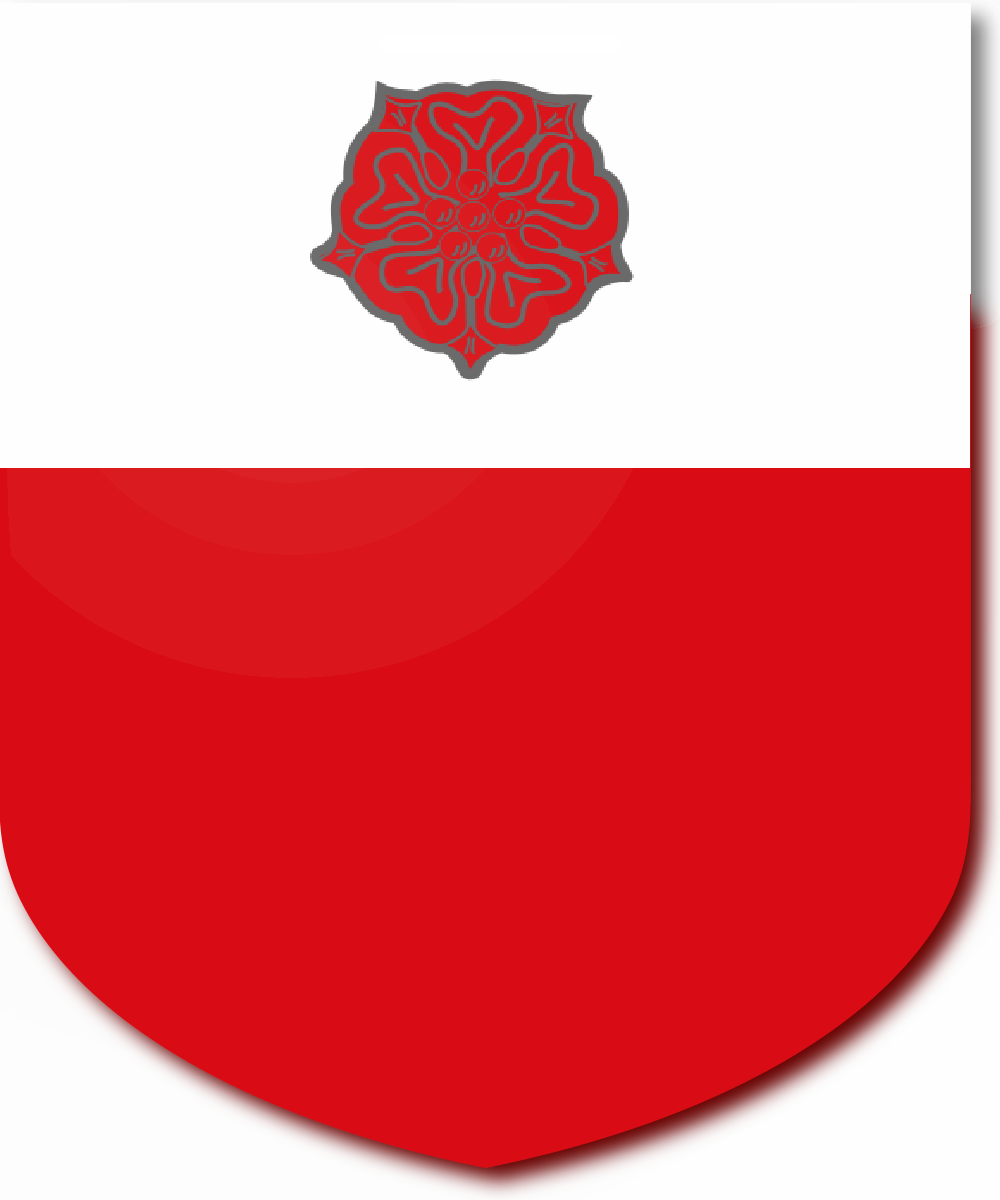
Stemma Ruzzini

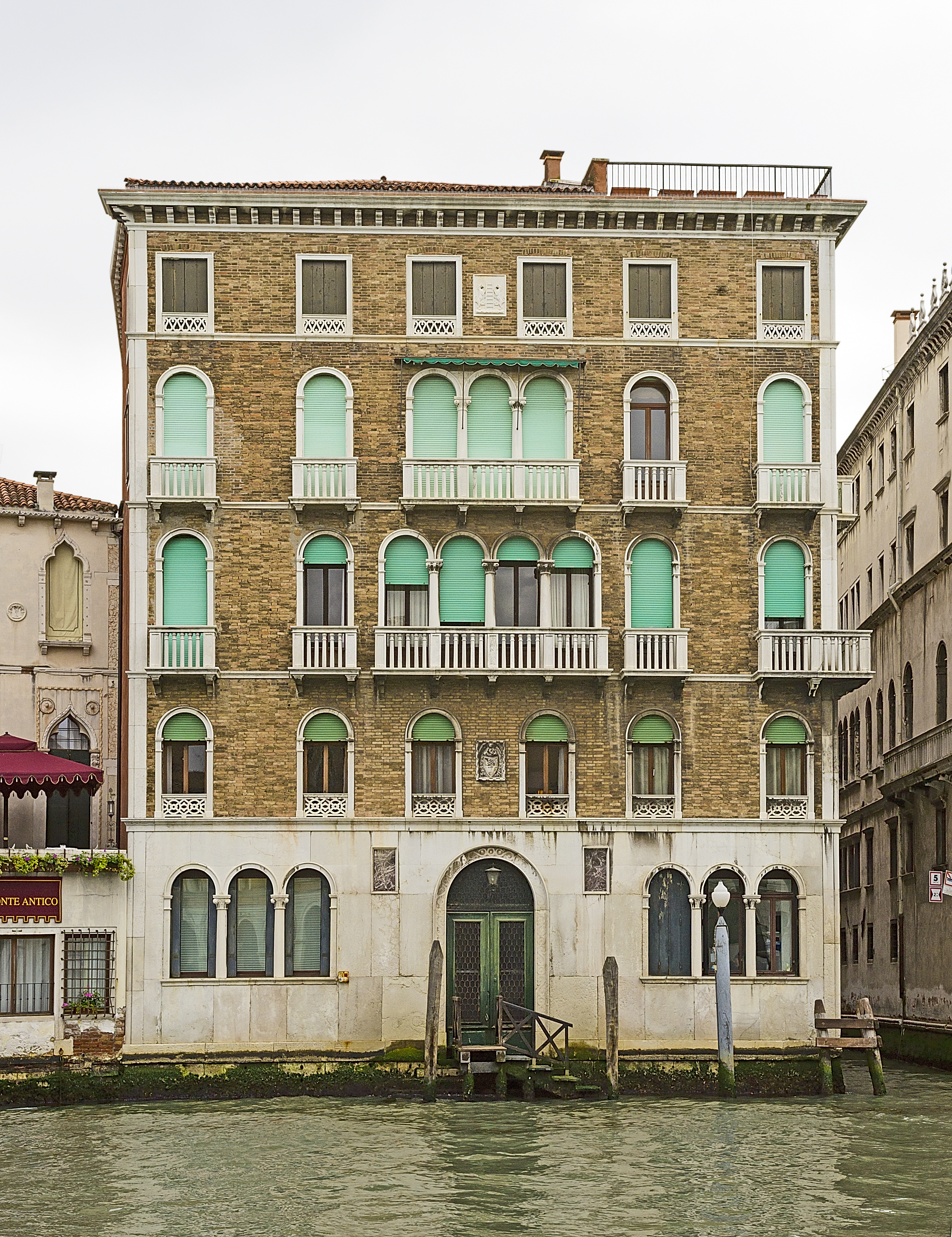
Palazzo Ruzzini, facciata sul Canal Grande.

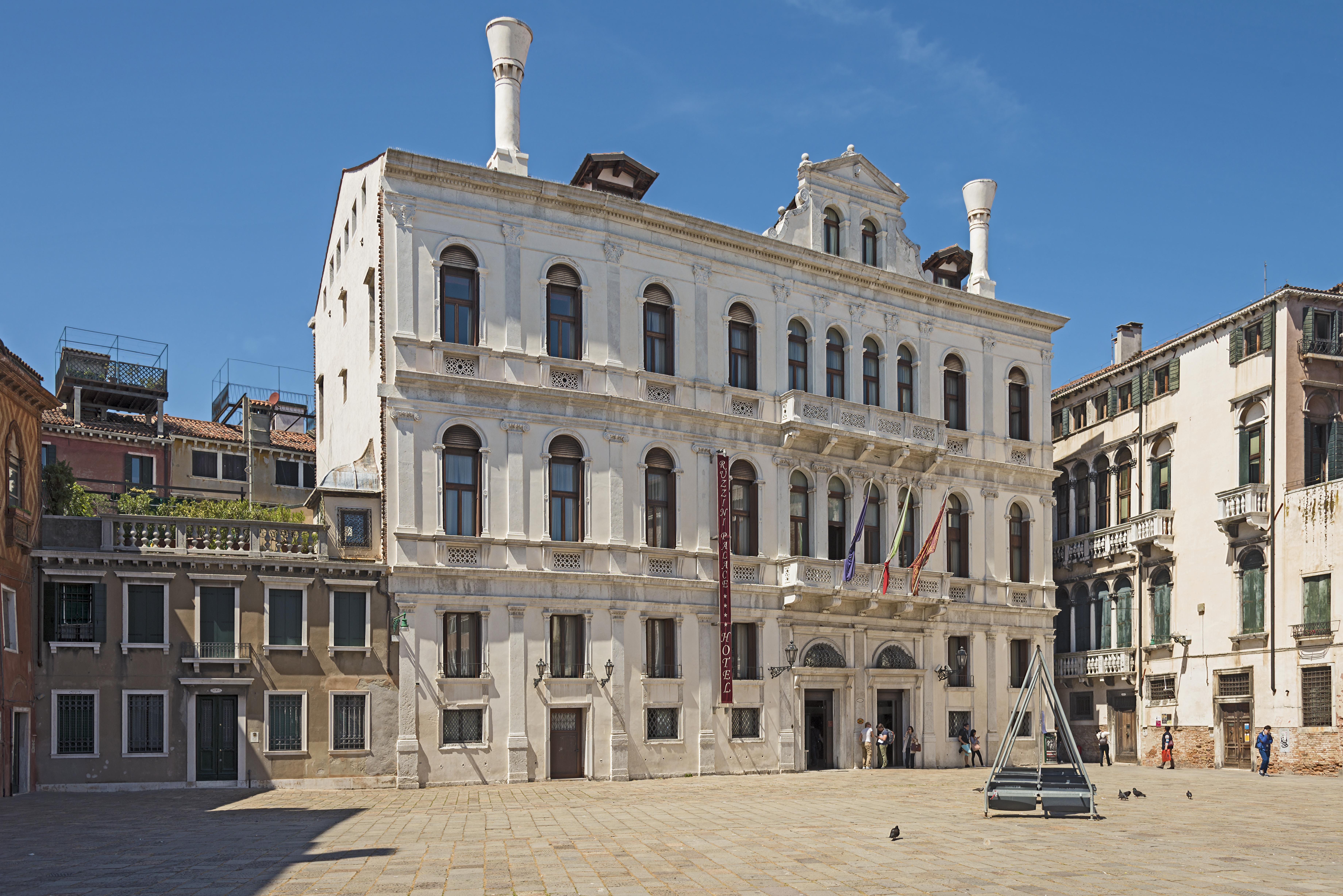
Palazzo Loredan Ruzzini Priuli, a Castello

I Ruzzini (talvolta anche Ruzini) furono una famiglia patrizia veneziana, annoverata fra le cosiddette Case Nuove. Nella prima metà del secolo XVIII diede alla Repubblica un doge, Carlo Ruzzini.

## Storia
I Ruzzini sarebbero stati oriundi di Costantinopoli, forse giunti a Venezia nel 1125 nella figura di un tal Demetrio, al seguito del doge Domenico Michiel. Altre ipotesi, tuttavia, li vorrebbero originari di Venezia, dove diedero alcuni tribuni.
Aggregati al patriziato ed ammessi al Maggior Consiglio nel 1298 assieme ad altre famiglie d'origine bizantina, i Ruzzini raggiunsero l'apice della propria potenza soprattutto nel corso dell'ultimo secolo di vita della Serenissima.
Ultimo della casata fu Giovanni Antonio (figlio dell'omonimo padre Giovanni Antonio Ruzzini), pronipote di Carlo: sposato nel 1773 a Maria Gradenigo, non ebbe figli.

## Membri illustri
- Carlo Ruzzini (1653 - 1735), doge veneziano;
- Luigi Ruzzini (1659 - 1708), vescovo di Bergamo

## Luoghi e architetture
- Palazzo Ruzzini a Cannaregio.
- Palazzo Loredan Ruzzini Priuli, a Castello.